# Laura Fares
Laura Fares (Buenos Aires, Argentina, 14 de febrero de 1978), conocida artísticamente como LAU, es una productora, músico y compositora. Reside en el Reino Unido desde 1999 y es la cofundadora del sello discográfico Aztec Records junto a Ariel Emejeiras.

## Biografía
Laura Fares comenzó a tocar la batería y la guitarra a los 17 años, y al poco formó su primera banda de música en Argentina, llamada Isis. En 1999 se marchó a Reino Unido, donde estudió música en el City & Islington College y se licenció en Interpretación de Música Popular en el London College of Music, a través de Thames Valley University y Drumtech. Poco después de terminar su carrera, LAU se fue de gira como baterista de sesión para diferentes estrellas del pop como Jont, Sam Sparro, Taio Cruz, Ricky Martin o Big Black Delta, entre otros, abriendo para artistas como Robyn, Adele, The Presets y One Direction. Se convirtió en compositora simultáneamente y fue publicada por primera vez por Oval Music, financiada por Charlie Gillett de BBC Radio y guiada por el compositor de música de la BBC David Lowe. Fue cofundadora de Disco Damage en 2007 y DJ profesional desde 2008. En 2010 creó el sello discográfico independiente de synthwave y synth pop Aztec Records junto a Ariel Amejeiras, donde es la Directora Creativa.
Posteriormente LAU conoció a Nina, tras firmar esta un contrato con su discográfica, y comenzaron a colaborar juntas. LAU colaboró en la composición y grabación de los dos primeros álbumes de Nina, Sleepwalking y Synthian, además del EP Control, y realizaron varias giras alrededor del mundo, incluida una apertura para Erasure en 2014. Ambas también coescribieron una canción llamada «The Wire», que fue remezclada por Ricky Wilde e incluyó a Kim Wilde, y posteriormente cinco pistas de la banda sonora de la película Drive de Cliff Martinez, que fue lanzada por Lakeshore Records en 2020. En 2019 aparecieron en el estreno del documental The Rise of the Synths, en el que se usaron algunas de sus canciones.
Su relación profesional con Nina concluyó al finalizar 2020. Durante ese año LAU comenzó su carrera en solitario editando cuatro sencillos, que culminó con el lanzamiento de su primer álbum de estudio como solista, Believer, en 2021.

## Discografía

### Álbumes y EPs

#### En solitario
- Believer (2021)
- Circumstance (2022)

#### Junto a otros artistas
- Sleepwalking (con Nina) (2018)
- Synthian (con Nina) (2020)
- Control [EP] (con Nina) (2020)

### Sencillos

#### En solitario
- «Stunning» (2020)[16]
- «We Had Magic» (2020)[17]
- «Recognise» (2020)[18]
- «True» (2020)
- «The Cards» (2021)
- «Undecided» (2021)
- «Give Her Your Love» (2021)
- «What To Do» (2021)
- «Instant Sunshine» (2022)

#### Junto a otros artistas
- «Free Forever» (con Popcorn Kid) (2020)
- «Get Up» (con Jordan F y Nina) (2020)
- «The Waves» (con LLUVA) (2021)
- «Bad Thing» (con Sight Telma Club) (2021)
- «We Gave It A Try» (con Popcorn Kid) (2021)